# زقين مخطط
زقين مخطط (الاسم العلمي:Diascia stricta) هو نوع من النباتات يتبع جنس الزقين من الفصيلة الغدبية.